# Sutton Cheney
Sutton Cheney est un village du Leicestershire, en Angleterre. Au moment du recensement de 2001, il comptait 545 habitants. Il est situé dans la paroisse civile de Market Bosworth, non loin du champ de bataille où Richard III a été vaincu et tué par Henri Tudor en 1485.